# Boeing 747-8
Boeing 747-8 je novejše štirimotorno širokotrupno reaktivno letalo ameriškega proizvajalca Boeing. Je tretja generacija Boeinga 747, v primerjavi s predhodniki ima podaljšan trup, nova krila, novejše motorje GEnx in večji dolet. Obstaja dve verziji: 747-8 Intercontinental (747-8I) je potniška verzija s kapaciteto 467 potnikov treh razredih, 747-8 Freighter (747-8F) pa je tovorna s kapaciteto 140 ton tovora. Do oktobra 2014 je letalo zbralo 119 naročil, 58 tovornih in 51 potniških. Nekaj potniških letal bo predelano v poslovna letala - "leteče palače".
Boeing 747-8 je deloma konkurent Airbusu A380, vendar ima 747-8 okrog 90 manj sedežev v trirazredni konfiguraciji. Tovorni -8F ima okrog 10 ton manjši tovor in manjši tovorni prostor kot A380F, ima pa Boeing za razliko velika tovorna vrata na nosu in precej manjšo prazno težo. Tovornih A380 zaenkrat ne bodo proizvajali. 
Airbus A380 in Boeing 747-8 sta v glavnem grajena iz aluminija za razliko od kompozitnega Boeinga 787 in Airbusa A350. 747-8 uporablja za pogon štiri motorje General Electric GEnx-2B67, ki so manjša verzija motorjev na Boeingu 787. Boeing 747-8 deloma uporablja tehnologijo razvito za 787.
Boeing je na 1996 Farnborough Airshow predstavil povečani verziji 747-500X in -600X. Leta 2000 so predstavili 747X in 747X Stretch, ki bi konkurirale A380, ki ga je takrat razvijal Airbus. Vendar niso razvili nobene verzije. Potem so predstavili rahlo modificirano verzijo 747-400XQLR (Quiet Long Range) in kasneje 747 Advanced (napredni 747), ki je vodil do trenutnega 747-8. Program 747-8 so uradno predstavili 14. novembra 2005. 
Tako kot A380 se tudi 747-8 sorazmerno slabo prodaja, zato je Boeing zmanjšal proizvodnjo na okrog 18 letal letno.
Boeing 747-8 je trenutno najdaljše letalo na svetu, planirani dvomotorni Boeing 777X bo malce daljši.

## Specifikacije
| Posadka                 | 2                                                       | 2                                                                                           |                      |                       |
| Kapaciteta sedežev      | 605 (maks.) 467 (3-class)                               | N/A                                                                                         |                      |                       |
| Dolžina                 | 250 ft 2 in (76,3 m)                                    | 250 ft 2 in (76,3 m)                                                                        |                      |                       |
| Razpon kril             | 224 ft 7 in (68,5 m)                                    | 224 ft 7 in (68,5 m)                                                                        |                      |                       |
| Površina kril           | 554 m2 (5.960 sq ft)                                    | 554 m2 (5.960 sq ft)                                                                        |                      |                       |
| Naklon kril             | 37.5°                                                   | 37.5°                                                                                       |                      |                       |
| Vitkost                 | 8,47                                                    | 8,47                                                                                        |                      |                       |
| Višina                  | 63 ft 6 in (19,4 m)                                     | 63 ft 6 in (19,4 m)                                                                         |                      |                       |
| Širina kabine           | 20,1 ft (6,13 m)                                        | 20,1 ft (6,13 m)                                                                            |                      |                       |
| Maks. vzletna teža      | 987.000 lb (448.000 kg)                                 | 987.000 lb (448.000 kg)                                                                     |                      |                       |
| Maks. pristajalna teža  | 688.000 lb (312.000 kg)                                 | 757.000 lb (343.000 kg)                                                                     |                      |                       |
| Maks. teža brez goriva  | 651.000 lb (295.000 kg)                                 | 727.000 lb (330.000 kg)                                                                     |                      |                       |
| Največji tovor          | 169.100 lb (76.700 kg)                                  | 295.800 lb (134.000 kg)                                                                     |                      |                       |
| Maks. kapaciteta goriva | 63.034 US gal (239.000 L; 52.500 imp gal)               | 60.211 US gal (228.000 L; 50.100 imp gal)                                                   |                      |                       |
| Potovalna hitrost       | Mach 0,855 (570 mph ali 917 km/h ali 495 kn)            | Mach 0,845 (564 mph ali 908 km/h ali 490 kn)                                                |                      |                       |
| Največja hitrost        | Mach 0,90                                               | Mach 0,90                                                                                   |                      |                       |
| Dolet                   | 8.000 nmi (9.210 mi; 14.800 km) pri MTOW s 467 potnikiv | 4.390 nmi (5.050 mi; 8.130 km) at full payload (295.800 lb ali 134.000 kg) Kapaciteta tovor | 5.705 cu ft (162 m3) | 30.177 cu ft (855 m3) |
| Višina leta (servsina)  | 43.100 ft (13.100 m)                                    | 43.100 ft (13.100 m)                                                                        |                      |                       |
| Motorji (4×)            | GEnx-2B67                                               | GEnx-2B67                                                                                   |                      |                       |
| Potisk motorjev (4×)    | 66.500 lbf (296 kN)                                     | 66.500 lbf (296 kN)                                                                         |                      |                       |